# AFTER GOLD (tacicaのアルバム)
『AFTER GOLD』（アフターゴールド）は、tacicaの9枚目のオリジナルアルバム。2024年10月30日にSEMELPROUSから発売された。

## 解説
前作『YUGE』から1年ぶり、フルアルバムとしては『singularity』から2年4ヶ月ぶりとなる。
「AFTER GOLD」はバンド初期以来となる合宿レコーディングで制作された通算9枚目のオリジナルアルバムで、テーマは「錆」。結成20周年を目前に控える中、現在の音楽シーンにとらわれず、ただひたすらにバンドが録りたい音像、届けたい音像を体現した全11曲を収録。
10月30日より配信リリースされ、11月9日よりCDがライブ会場にて販売される。CDはSony Music Shop限定でツアー終了後に通販開始予定。

## 収録曲
全作詞・作曲：猪狩翔一
編曲：tacica, 野村陽一郎
1. 倒木 [3:11]
2. 日進月歩 [4:30]
3. 花束と音楽隊 [3:27]
4. ミカラデタサビ [4:27]
5. まぼろし [3:58]
6. メリーゴーランド [3:06]
7. SOUP [4:12]
8. ネバーランド [3:51]
9. 夢中 [6:42]
10. 珈琲憂歌 [4:28]
11. 物云わぬ物怪 [4:01]
5th配信限定シングル表題曲。